# Tatiana Golovin
Tatiana Golovin, ros. Татьяна Головина (ur. 25 stycznia 1988 w Moskwie) – francuska tenisistka rosyjskiego pochodzenia, występująca na światowych kortach od 2002 do 2008 roku i ponownie od 2019, klasyfikowana w rankingu WTA na 12. miejscu w grze pojedynczej (2008) i na 91. miejscu w grze podwójnej (2007); ćwierćfinalistka wielkoszlemowego US Open 2006 w grze pojedynczej, mistrzyni French Open 2004 w grze mieszanej; reprezentantka Francji w Pucharze Federacji, Pucharze Hopmana i na letnich igrzyskach olimpijskich (Pekin 2008). Tenisistka praworęczna z oburęcznym backhandem.
W 2004 zdobyła swój jedyny tytuł wielkoszlemowy, triumfując w grze mieszanej we French Open 2004 w parze z Richardem Gasquet. Za osiągnięcia w tym sezonie organizacja WTA przyznała jej nagrodę w kategorii Debiut Roku.
Do 2008 roku wygrała dwa turnieje WTA Tour w grze pojedynczej.
W 2008 rozpoznano u niej zesztywniające zapalenie stawów kręgosłupa, co było powodem zawieszenia jej kariery tenisowej. Powróciła do profesjonalnej rywalizacji w październiku 2019.
Jej trenerami byli Brad Gilbert (2005-2007) i Mats Wilander (2007-2008).
Współpracuje z francuską telewizją jako komentator sportowy.
Mieszka w Miami w Stanach Zjednoczonych.

## Kariera tenisowa
Tatiana Golovin rozpoczęła treningi tenisowe w wieku sześciu lat. Przez sześć lat szkoliła się w akademii tenisowej Nicka Bollettieriego na Florydzie w Stanach Zjednoczonych.
W 2001 zaczęła występy w turniejach juniorskich Międzynarodowej Federacji Tenisowej, odnosząc swój pierwszy triumf w lipcu tego samego roku w holenderskim Castricum. We wrześniu 2002 osiągnęła półfinał US Open w tej kategorii, została również zarówno singlową, jak i deblową mistrzynią Europy. W zestawieniu juniorów zajmowała najwyżej 22. miejsce (w styczniu 2004).
Status profesjonalnej tenisistki otrzymała w 2002.

### Gra pojedyncza
W kwietniu 2002 zadebiutowała w zawodowych turniejach ITF, wygrywając swój pierwszy pojedynek w Cagnes-sur-Mer z Nurią Llagosterą Vives po kreczu rywalki. We wrześniu awansowała do półfinału zmagań w Winter Park, co pozwoliło jej znaleźć się w piątej setce światowego rankingu.
5 marca 2003 po raz pierwszy wystąpiła w drabince głównej turnieju WTA. Miało to miejsce w Indian Wells, a w debiutanckim meczu pokonała Giselę Dulko 6:2, 6:3, sprawiając jedną z większych niespodzianek w tej fazie zmagań. W kolejnym pojedynku nie sprostała Francesce Schiavone, ale przesunęła się na 306. miejsce w klasyfikacji WTA.
W maju, w swoim pierwszym meczu wielkoszlemowym, przegrała w rundzie otwarcia French Open z Jeleną Bowiną 4:6, 1:6.

#### 2004
Golovin sensacyjnie doszła do czwartej rundy Australian Open 2004, eliminując po drodze Marie-Gaïané Mikaelian, Annę Smasznową i Linę Krasnorucką. Swój udział w zawodach zakończyła pojedynkiem z Lisą Raymond, zakończonym wynikiem 2:6, 0:6.
Jako 135. tenisistka świata wystąpiła na hali w Paryżu, osiągając półfinał, po triumfach nad Smasznową, Danielą Hantuchovą i rozstawioną z drugim numerem Jeleną Diemientjewą. W meczu o finał została zatrzymana przez swoją rodaczkę, Mary Pierce. Wyniki te dały Golovin miejsce w gronie stu najlepszych zawodniczek rankingu WTA.
W marcu osiągnęła czwartą rundę w Miami, włączając do grona pokonanych przez siebie przeciwniczek między innymi Dinarę Safinę i Jelenę Janković. W czerwcu w Birmingham po raz pierwszy zagrała w finale, gdzie została pokonana przez Mariję Szarapową. Golovin awansowała potem do czwartej rundy Wimbledonu, gdzie wyeliminowała ją Serena Williams.
W sierpniu przedostała się do czwartej rundy w Montrealu i trzeciej rundy US Open. Po turnieju nowojorskim po raz pierwszy sklasyfikowano ją w czołowej trzydziestce rankingu WTA. Na koniec roku wystąpiła w finale Pucharu Federacji, w którym francuska reprezentacja uległa rosyjskiej 2-3.
Organizacja WTA przyznała jej nagrodę w kategorii Debiut Roku za osiągnięcia w sezonie 2004.

#### 2005
W styczniu 2005 osiągnęła kolejny półfinał turniejowy, tym razem w Gold Coast. Triumfowała między innymi nad Safiną i Pennettą. W Australian Open odpadła na etapie drugiej rundy, zostawiając w pokonanym polu jedynie Ľudmilę Cervanovą. W lutym zagrała w półfinale w Tokio, wyeliminowana przez Dinarę Safinę.
Awansowała do czwartej rundy zarówno w Indian Wells, jak i w Miami i w obydwu przypadkach przegrała z Jeleną Diemientiewą.
W kwietniu w Charleston odnotowała zwycięstwa nad Venus Williams i Nadieżdą Pietrową, zatrzymując się dopiero na późniejszej mistrzyni, Justine Henin-Hardenne, z którą przegrała wynikiem 6:7(4), 5:7.
W Birmingham nie obroniła punktów za finał z poprzedniego sezonu. W półfinale trafiła ponownie na Szarapową i została pokonana 7:5, 6:1. W turniejach wielkoszlemowych odnotowała trzecią rundę w Paryżu i pierwszą w Londynie; w czerwcu po raz pierwszy sklasyfikowano ją wśród 20. najlepszych tenisistek świata.
Po serii słabszych występów na kortach twardych awansowała do półfinału w Seulu w październiku, gdzie nie sprostała Jelenie Janković.
9 października po raz drugi w karierze znalazła się w finale turniejowym. Miało to miejsce w Tokio. Francuzka wyeliminowała między innymi Ai Sugiyamę i Sanię Mirzę, ale musiała poddać decydujący mecz z Nicole Vaidišovą z powodu uraz kończyny dolnej.

#### 2006
Rozpoczęła rok 2006 od ćwierćfinału w Gold Coast oraz porażek w pierwszych rundach Australian Open i w Tokio. Ponownie awansowała do półfinału w Paryżu, ogrywając kolejno Martę Domachowską, Sanię Mirzę i Nadieżdę Pietrową, a przegrywając z Amélie Mauresmo. Trzy z czterech półfinalistek tych zawodów były narodowości francuskiej i po raz pierwszy doszło do wewnątrzfrancuskiego finału, ponieważ rywalką Mauresmo w walce o puchar była Mary Pierce.
W marcu awansowała do półfinału w Miami, pokonana przez Szarapową. Golovin poddała to spotkanie w połowie trzeciego seta z powodu skurczów mięśni.
W lipcu dostała się do jednej drugiej finału w Stanford.
Na przełomie sierpnia i września ustanowiła swój najlepszy wynik w historii występów w turniejach wielkoszlemowych w grze pojedynczej, dochodząc do ćwierćfinału US Open. W drugiej rundzie wygrała z Agnieszką Radwańską, następnie z Anną Czakwetadze i Nadieżdą Pietrową. W piątym meczu, po dwóch tie-breakach, uległa późniejszej mistrzyni, Mariji Szarapowej.
W październiku zagrała w finale w Stuttgarcie, ale w walce o mistrzostwo nie sprostała Pietrowej.

#### 2007
Przegrała z Mauresmo w drugiej rundzie w Sydney, a następnie z Szachar Pe’er w trzecim meczu Australian Open. W ćwierćfinale w Paryżu stoczyła trzysetowy pojedynek z wiceliderką rankingu, Justine Henin, ulegając jej 2:6, 6:3, 3:6. Doszła do półfinału w Antwerpii, gdzie została zatrzymana przez Kim Clijsters. W marcu wystąpiła w jednej czwartej finału w Indian Wells.
8 kwietnia odniosła największy sukces w swojej dotychczasowej karierze singlowej, zdobywając swój pierwszy tytuł w WTA Tour. Triumfowała w Amelia Island po finale z najwyżej rozstawioną Nadieżdą Pietrową, zakończonym wynikiem 6:2, 6:1. W turnieju tym pokonała między innymi Venus Williams, Anę Ivanović i Samanthę Stosur.
Skreczowała w ćwierćfinale w Charleston w meczu przeciwko Safinie.
21 lipca 2007 ogłosiła, że jej nowym trenerem został wybitny szwedzki tenisista, Mats Wilander.
W sierpniu zagrała w półfinale w Toronto, wyeliminowana przez Jelenę Janković. Po sensacyjnej porażce w pierwszej rundzie US Open, Golovin zdobyła swój drugi zawodowy tytuł, tym razem w Portoroż. W finałowym spotkaniu zwyciężyła reprezentantkę gospodarzy, Katarinę Srebotnik 2:6, 6:4, 6:4.
Będąca w imponującej formie Francuzka osiągnęła w październiku dwa kolejne finały, w Stuttgarcie i Zurychu, a w każdym z nich nie sprostała liderce rankingu Justine Henin. W czasie tych dwóch tygodni ograła między innymi światowy numer dwa, Kuzniecową, numer cztery, Ivanović i numer sześć, Patty Schnyder.
24 października wycofała się z meczu otwarcia w Linzu z powodu kontuzji kolana.

#### 2008
W Australian Open 2008 została rozstawiona z numerem trzynastym; było to jej najwyższe w karierze rozstawienie w imprezie wielkoszlemowej. W drugiej rundzie trafiła na trzecią w światowym rankingu Jelenę Janković i przegrała w trzech setach.
Francuska tenisistka przez większą część roku zmagała się z bólem kręgosłupa, co spowodowało, że wystąpiła jeszcze tylko w dwóch imprezach WTA i jednej ITF. Badania lekarskie doprowadziły do rozpoznania u niej zesztywniającego zapalenia stawów kręgosłupa.
W lutym Golovin klasyfikowana była na najwyższym w karierze, 12. miejscu w rankingu WTA.
W swoim ostatnim pojedynku przegrała w pierwszej rundzie w Berlinie w maju z Caroline Wozniacki 6:7(4), 2:6.
Francuzka wycofywała się z udziału w kolejnych zawodach w tym sezonie, w tym z drabinki głównej letnich igrzysk olimpijskich w Pekinie, nie ogłaszając nigdy oficjalnie zakończenia swojej kariery.

#### 2019
13 września 2019 Tatiana Golovin poinformowała o swoim powrocie do profesjonalnej rywalizacji.
13 października wzięła udział w eliminacjach do turnieju WTA w Luksemburgu i w swoim pierwszym meczu po wznowieniu kariery przegrała ze 134. w światowej klasyfikacji Kają Juvan 3:6, 1:6.

### Gra podwójna
Tatiana Golovin okazyjnie występowała w turniejach gry podwójnej, nie odnosząc w tej konkurencji znaczących sukcesów. W rankingu WTA klasyfikowana była najwyżej na 91. miejscu; miało to miejsce 13 sierpnia 2007. Osiągała ćwierćfinały imprez w Miami (2007, z Carą Black), Stanford (2007, z Peng Shuai) i San Diego (2007, z Wiktoryją Azaranką). W lipcu 2004 razem z Mary Pierce doszła do trzeciej rundy Wimbledonu, co jest jej najlepszym rezultatem wielkoszlemowym w tej konkurencji.

### Gra mieszana
6 czerwca 2004 16-letnia Golovin w duecie z rodakiem Richardem Gasquet triumfowała w turnieju gry mieszanej wielkoszlemowego French Open. Nastolatkowie, którzy odpadli w pierwszych rundach rozgrywek singlowych, otrzymali od organizatorów paryskiej imprezy dziką kartę do występu w mikstach. W finałowym meczu pokonali rozstawionych z czwartym numerem Carę i Wayne’a Black. We wcześniejszych rundach zostawili w pokonanym polu utytułowanych deblistów, między innymi Virginię Ruano Pascual i Marka Knowlesa oraz Jelenę Bowinę i Nenada Zimonjicia.
Golovin w sumie pięciokrotnie występowała w turniejach gry mieszanej; oprócz triumfu w 2004 tylko raz przeszła pierwszą rundę – w US Open 2007 w duecie z Bobem Bryanem. Zostali wyeliminowani przez Sanię Mirzę i Mahesha Bhupathi.

### Puchar Federacji
W latach 2004–2007 reprezentowała Francję w rozgrywkach o Puchar Federacji.
Zadebiutowała w ćwierćfinale Grupy Światowej w konfrontacji z Włochami. Przegrała pojedynek deblowy w duecie z Mary Pierce przeciwko Tathianie Garbin i Robercie Vinci, ale korzystne rozstrzygnięcia innych meczów zapewniły awans Francuzkom. W półfinale reprezentantki „Trójkolorowych” znokautowały Hiszpanki 5-0, a dwa punkty singlowe zdobyła Golovin, ogrywając Martę Marrero i Anabel Medinę Garrigues. W finale rozgrywek Rosjanki pokonały francuską ekipę 3-2, a Tatiana wywalczyła punkt w meczu z Kuzniecową.
W 2006 wystąpiła w barażach Grupy Światowej przeciwko Czeszkom. Golovin rozegrała dramatyczny pojedynek z Nicole Vaidišovą, zakończony na korzyść tej drugiej 11:9 w secie trzecim. Tatiana wywalczyła dwa kolejne punkty dla swojej ekipy w starciach z Lucie Šafářovą oraz deblem Benešová/Peschke. Francja wygrała tę konfrontację 3-2.
W 2007 Golovin rozegrała cztery mecze w ramach ćwierćfinału i półfinału Grupy Światowej, zwyciężając trzy z nich. W jednej drugiej finału Francuzki odpadły jednak wynikiem 2-3 z Włoszkami, późniejszymi wicemistrzyniami turnieju.
Do 2007 roku Golovin wygrała 8 z 12 meczów rozegranych w ramach Pucharu Federacji.

### Puchar Hopmana
W 2007 została zaproszona do udziału w rozgrywkach o Puchar Hopmana w duecie z Jérôme Haehnelem. Drużyna francuska zakończyła zmagania na drugim miejscu w swojej grupie, triumfując w konfrontacjach z Amerykanami i Australijczykami, ale przegrywając z Rosjanami.
W 2008 Golovin wystąpiła w zawodach w Perth razem z Arnaudem Clément. Francuzi pokonali Argentyńczyków (Gisela Dulko, Juan Ignacio Chela) i Tajwańczyków (Hsieh Su-wei, Lu Yen-hsun), ale okazali się słabsi od Serbów – Golovin zdobyła punkt w meczu z Jeleną Janković; natomiast Clement przegrał z Novakiem Djokoviciem. Mecz miksta rozstrzygnięty został w tie-breaku trzeciego seta. Wynik tej konfrontacji przesądził, że to Serbowie, a nie Francuzi trafili do finału, w którym ostatecznie ulegli Amerykanom.

### Igrzyska olimpijskie
Zakwalifikowała się do letnich igrzysk olimpijskich w 2008 roku w Pekinie, w których miała wystąpić jako reprezentantka Francji. 9 sierpnia wycofała się jednak zarówno z turnieju singlowego, jak i deblowego. Przyczyną takiej decyzji był dokuczający jej od wielu miesięcy ból grzbietu – swój ostatni mecz rozegrała w maju. Partnerką Golovin w drabince gry podwójnej miała być Pauline Parmentier, natomiast jej miejsce w drabince gry pojedynczej zajęła Maret Ani z Estonii.

## Aktywności pozatenisowe
W lutym 2009 znalazła się na okładce Sports Illustrated Swimsuit Issue. Zdjęcia w strojach kąpielowych wykonane zostały na Dominikanie.
Używała rakiet tenisowych firmy Volki i Wilson oraz odzieży i butów Lacoste.
Pracuje jako dziennikarka tenisowa dla francuskiej stacji telewizyjnej beIN SPORTS.
Jest ambasadorem organizacji Fête le Mur oraz Peace and Sport.
Wspiera przedsięwzięcia promujące i pomagające osobom, cierpiącym na zesztywniające zapalenie stawów kręgosłupa.

## Życie prywatne
Tatiana Golovin urodziła się w Moskwie w Rosji jako Tatiana Gołowina.
Jej rodzicami są Grigorij Golovin, trener hokeja na lodzie i jego żona, Ludmiła. Ma dwie siostry, Olgę i Oksanę.
Kiedy miała osiem miesięcy, jej rodzina przeprowadziła się do Lyonu we Francji. Tatiana uzyskała francuskie obywatelstwo, a jej nazwisko przekształcono na francuskie Golovin.
Od 2014 jest partnerem jest Hugo Bonneval, francuski rugbysta, z którym ma troję dzieci: Anastasię Bonneval (ur. 10 lipca 2015), Constantina Bonneval (ur. 7 listopada 2017) oraz trzecie dziecko (ur. we wrześniu 2020).
Mieszka w Miami w Stanach Zjednoczonych.

## Finały turniejów WTA
| Legenda                | Legenda |
| ---------------------- | ------- |
| Wielki Szlem           |         |
| Igrzyska olimpijskie   |         |
| WTA Tour Championships |         |
| 1988 – 2008            |         |
| Kategoria I            |         |
| Kategoria II           |         |
| Kategoria III          |         |
| Kategoria IV           |         |
| Kategoria V            |         |

### Gra pojedyncza 7 (2-5)
| Końcowy wynik | Nr | Data                 | Turniej       | Nawierzchnia  | Przeciwniczka      | Wynik finału      |
| ------------- | -- | -------------------- | ------------- | ------------- | ------------------ | ----------------- |
| Finalistka    | 1. | 13 czerwca 2004      | Birmingham    | Trawiasta     | Marija Szarapowa   | 6:4, 2:6, 1:6     |
| Finalistka    | 2. | 9 października 2005  | Tokio         | Twarda (hala) | Nicole Vaidišová   | 6:7(4), 2:3 krecz |
| Finalistka    | 3. | 8 października 2006  | Stuttgart     | Twarda (hala) | Nadieżda Pietrowa  | 3:6, 6:7(4)       |
| Zwyciężczyni  | 1. | 8 kwietnia 2007      | Amelia Island | Ceglana       | Nadieżda Pietrowa  | 6:2, 6:1          |
| Zwyciężczyni  | 2. | 22 września 2007     | Portorož      | Twarda        | Katarina Srebotnik | 2:6, 6:4, 6:4     |
| Finalistka    | 4. | 7 października 2007  | Stuttgart     | Twarda (hala) | Justine Henin      | 6:2, 2:6, 1:6     |
| Finalistka    | 5. | 21 października 2007 | Zurych        | Twarda (hala) | Justine Henin      | 4:6, 4:6          |

### Gra mieszana 1 (1-0)
| Końcowy wynik | Nr | Data           | Turniej     | Nawierzchnia | Partner         | Przeciwnicy            | Wynik finału |
| ------------- | -- | -------------- | ----------- | ------------ | --------------- | ---------------------- | ------------ |
| Zwyciężczyni  | 1. | 6 czerwca 2004 | French Open | Ceglana      | Richard Gasquet | Cara Black Wayne Black | 6:3, 6:4     |